# دارکوب سبز راه‌راه
دارکوب سبز راه‌راه یا دارکوب سبز شکم پولکی با نام علمی Picus squamatus پرنده‌ای از خانوادهٔ دارکوبیان است که در ایران، افغانستان، پاکستان، ترکمنستان، نپال و هندوستان یافت می‌شود.

## مشخصات
دارکوب سبز راه‌راه ظاهری شبیه به دارکوب سبز داشته اما جثه‌اش کمی بزرگتر است. پرهای پشتی پرنده سبز و در ناحیهٔ دم‌گاه زردرنگ می‌باشد و راه‌راه‌های سفید و قهوه‌ای روی دم آن دیده می‌شود. پرندهٔ نر دارای تاجی قرمزرنگ است اما پرندهٔ ماده تاجی سیاه‌رنگ دارد. منقار پرنده بزرگ و کم‌رنگ است و سبیلی سیاه و سفید دارد.

## زیستگاه
این پرنده در جنگل‌های معتدل، جنگل‌های پست مرطوب گرمسیری و نیمه‌گرمسیری، باغ‌های میوه و نواحی باز با درختان پراکنده زندگی می‌کند.